# Erich Tschernitz
Erich Tschernitz (* 9. Juni 1933 in Gleink; † 31. Dezember 2015 in Rottenmann) war ein österreichischer Politiker (SPÖ). Tschernitz war zwischen 1988 und 1994 Landesrat in der Steiermärkischen Landesregierung. Tschernitz ist verheiratet. 
Nachdem seine Mutter bereits in seinem Kleinkindalter verstorben war, arbeitete Tschernitz bereits in jungen Jahren als landwirtschaftliche Hilfskraft in Sankt Lorenzen. Noch als Jugendlicher wechselte er in die Veitscher Magnesitwerke und wurde dort Betriebsrat. Im Laufe der Zeit übernahm Tschernitz auch die Funktion des Zentralbetriebsratsobmanns, wurde Gemeinderat sowie Abgeordneter zum Landtag Steiermark. Zwischen dem 18. Oktober 1988 und dem 25. Jänner 1994 fungierte Tschernitz zudem als Landesrat in der Steiermärkischen Landesregierung, wo er das Sozialressort übernahm. In seine Amtszeit fielen unter anderem der Beschluss des Pflegeheimgesetzes und die Vorbereitung des Pflegegeldgesetzes. 
Neben seiner politischen Tätigkeit engagierte sich Tschernitz auch als Vorstand in verschiedenen Vereinen wie Freiwillige Feuerwehr, dem ARBÖ und den Eisschützen. Zudem war Tschernitz im Pensionistenverband Österreichs aktiv, wobei Tschernitz 1989 zum Landesobmannstellvertreter des Pensionistenverbandes Steiermark gewählt worden war. Tschernitz hatte diese Funktion über 18 Jahre inne, zudem war er Vertreter des Pensionistenverbandes im Bundesvorstand und war später als Aufsichtsrat des Pensionistenverbandes aktiv. Zudem war Tschernitz Beirat der Gebietskrankenkasse und der Sozialversicherung und wirkte als Bezirksobmann-Stellvertreter im Bezirk Liezen.